# Kelly Brook
Kelly Brook (Rochester, 23 november 1979) is een Brits model, actrice en presentatrice. In 2004 had ze haar eerste hoofdrol in de film School for Seduction. Vervolgens speelde ze in onder andere House of 9 (2005), Survival Island (2005) en Piranha 3-D (2010).

## Filmografie
- Sorted (2000)
- The (Mis)Adventures of Fiona Plum (2001/tv)
- Ripper (2001)
- Smallville (2002/tv)
- Absolon (2003)
- The Italian Job (2003)
- School for Seduction (2004)
- Romy and Michele: In the Beginning (2004/tv)
- House of 9 (2005)
- Deuce Bigalow: European Gigolo (2005)
- Survival Island (2005)
- In the Mood (2006)
- Agatha Christie's Marple (2006/tv)
- Fishtales (2007)
- Hotel Babylon (2007/tv)
- Moving Wallpaper (2009/tv)
- Piranha 3-D (2010)
- Removal (2010)
- Skins (2011/tv)
- Keith Lemon: The Film (2012)
- Métal Hurlant Chronicles (2012/tv)
- Taking Stock (2015)
- One Big Happy (2015/tv)
- Santet (2018)